# Blaise Pascal (film)
Blaise Pascal – włoski film biograficzny z 1971 roku w reżyserii Roberta Rosselliniego.

## Fabuła
Film opowiada historię Blaise’a Pascala od 17. roku jego życia aż do śmierci w wieku 39 lat w 1662 roku. Pascal próbuje zrozumieć świat wokół niego. Konstruuje machinę arytmetyczną, tworzy system komunikacji miejskiej i jest autorem kontrowersyjnych teorii o próżni. Po śmierci ojca dziedziczy jego majątek, jednak zniesmaczony życiem na salonach, przeżywa nawrócenie religijne.

## Obsada
- Pierre Arditi – Blaise Pascal
- Rita Forzano – Jacqueline Pascal
- Giuseppe Addobbati – Étienne Pascal
- Teresa Ricci – Gilberte Pascal
- Bruno Cattaneo – Adrien Dechamps
- Christian Aligny – Jean Dechamps
- Marco Bonetti – Artus Goufier